# Samson grożący teściowi
Samson grożący teściowi – obraz holenderskiego malarza Rembrandta Harmenszoona van Rijn. Obraz sygnowany u dołu, pośrodku: Rembrandt.ft.163(.)
Samson był jednym z ulubionych bohaterów Rembrandta. Przedstawiał go w różnych epizodach opisanych w Starym Testamencie, często interpretując je na swój indywidualny sposób. Namalował pięć scen z życia Samsona: Wesele Samsona, Samson i Dalila, Samson zdradzony przez Dalilę i Oślepienie Samsona.
Aż do końca XIX wieku sądzono, iż ukazana scena przedstawia epizod z życia księcia Geldrii, Adolfa von Geldern.

## Geneza
Temat obrazu został zaczerpnięty ze Starego Testamentu z Księgi Sędziów. Ilustruje epizod, jaki wydarzył się po weselu Samsona z filistyńską dziewczyną, również ukazanym przez Rembrandta na osobnym obrazie. Po tym, jak weselni goście z pomocą panny młodej odgadli jego zagadkę, rozwścieczony Samson opuścił żonę i powrócił do domu ojca swego. Gdy złość mu przeszła, zapragnął ponownie zobaczyć swoją żonę. Gdy dotarł do domu teścia, spotkała go kolejna przykrość:

Po kilku dniach w czasie żniw pszenicy Samson odwiedził swoją żonę. Przyniósł jej koźlę i oświadczył: «Chcę wejść do mojej żony, do jej pokoju». Ojciec jej jednak zabronił mu wejścia. I powiedział mu jej ojciec: «Pomyślałem sobie, żeś ją znienawidził, i dlatego dałem ją twojemu towarzyszowi, ale czyż młodsza jej siostra nie jest piękniejsza niż ona? Weź sobie ją zamiast tamtej». Odpowiedział Samson: «W takim razie nie będę już miał żadnej winy wobec Filistynów, gdy im uczynię co złego». (Sdz 15:1-3)

## Opis obrazu
Rembrandt ukazuje Samsona, gdy ten z podniesioną pięścią wygraża swojemu teściowi. Na jego twarzy widać nie tylko złość, ale i bezradność. Sam gest wydaje się być dość groteskowy; oto niezwyciężony Samson musi odejść z niesmakiem z domu zwykłego Żyda. Wielkość mocarza zaznaczona jest jego bogatym strojem wschodniego wielmoży, z bogato zdobioną szablą u boku, którą Rembrandt odtworzył z wielką dbałością o detale. Postać Żyda jest zapewne malowana z natury: malarz mieszkał w pobliżu dzielnicy Breestrat, dzielnicy zamieszkałej przez malarzy i Żydów. Rembrandt bardzo często starał się odheroizować legendę mitologiczną lub biblijną na swoich obrazach, malując epizody na wzór scen rodzajowych. Podobnie uczynił w Samsonie grożącemu teściowi.

## Proweniencja
Do połowy XVIII wieku obraz znajdował się w kolekcji Fryderyka Wielkiego w Poczdamie. W 1830 roku dzieło znalazło się w Gemäldegalerie (inv./cat.nr 802).